# قهوه‌ای مرغزار
قهوه‌ای مرغزار (نام علمی: Maniola jurtina) پروانهای است که در تیره فرچه‌پایان قرار دارد. این گونه در حوزه دیرین شمالگانی (وابسته به ناحیهٔ زیست جغرافی که شامل اروپا و بخشی از آفریقای شمالی و آسیا می‌شود) پراکنده است. قهوه‌ای مرغزار در اروپا، جنوب مدار ۶۲ درجه شمالی، روسیه، شرق رشته‌کوه اورال، جزایر قناری، آفریقای شمالی، ایران، عراق آناتولی زندگی می‌کند. لارو این پروانه از علف‌ها تغذیه می‌کند.

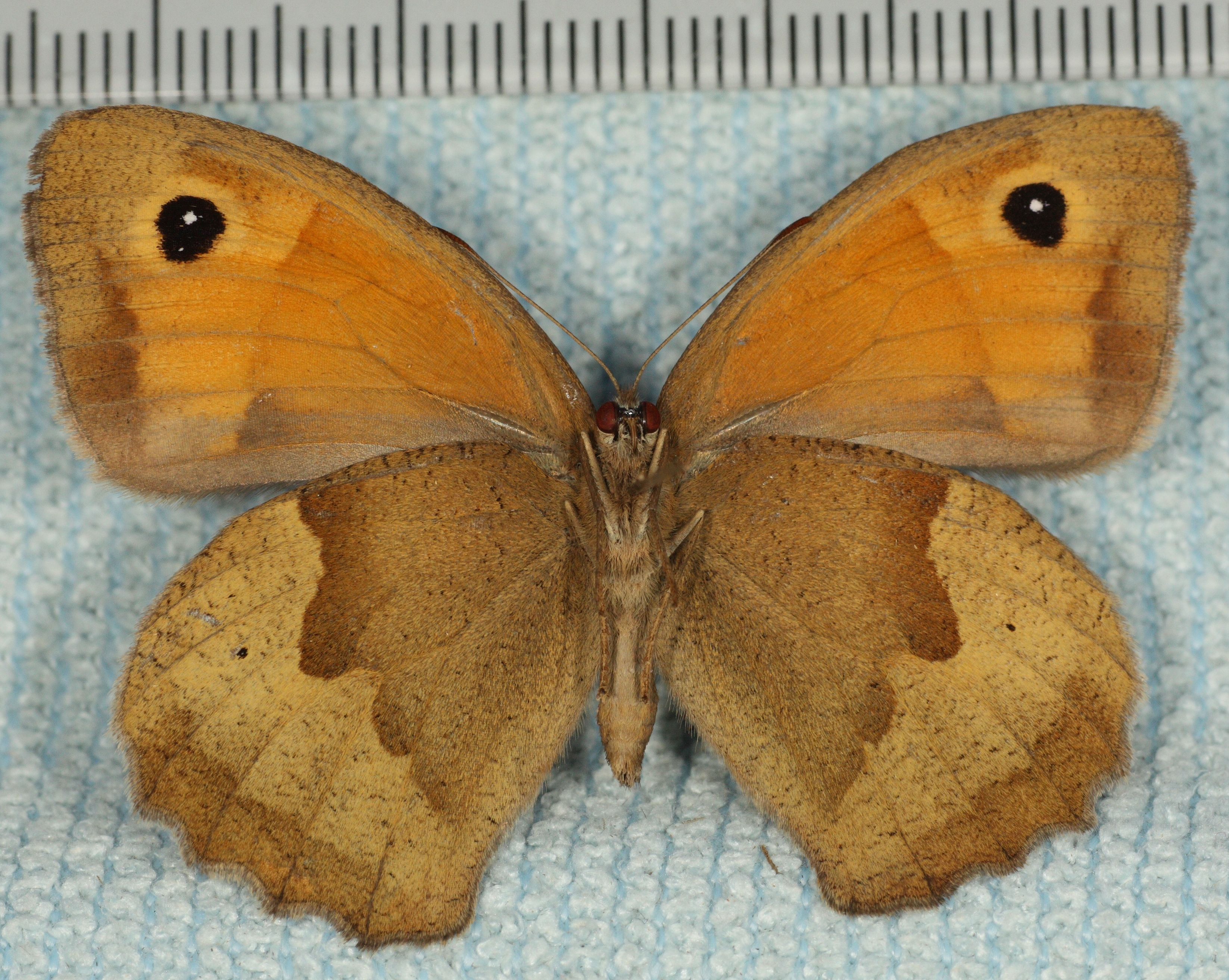
ماده

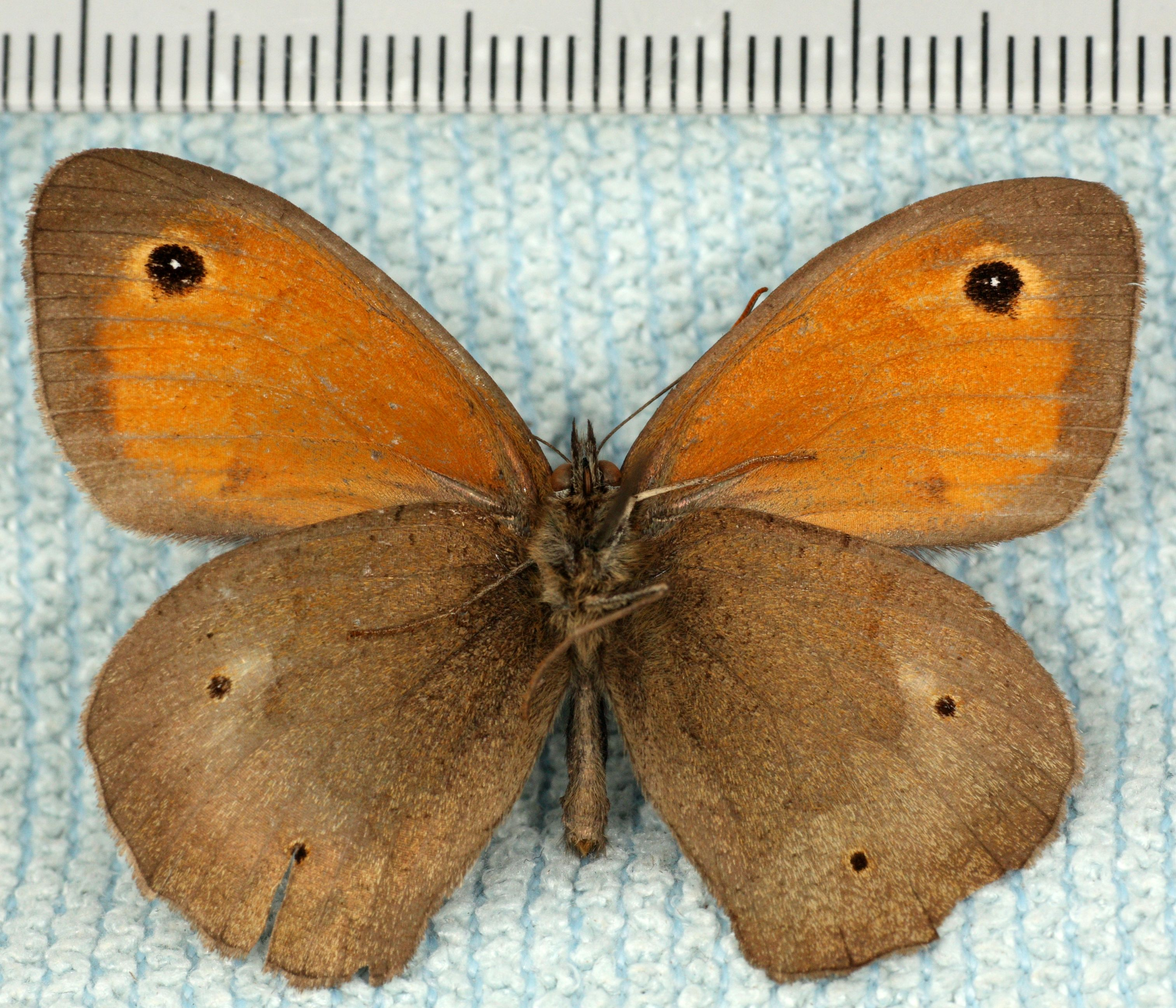
نر